# Zhang Xizhe
Zhang Xizhe (Chinees: 張稀哲) (Wuhan, 23 januari 1991) is een Chinees voetballer die bij voorkeur als offensieve middenvelder speelt.

## Clubcarrière
Xizhe debuteerde in 2009 in de China Super League in het shirt van Beijing Guoan. In 2010 speelde hij kortstondig voor Beijing Guoan Talents, dat toen uitkwam in de Singaporese voetbalcompetitie. Het seizoen 2013 werd Xizhes doorbraak. In dertig competitiewedstrijden maakte hij elf doelpunten en gaf hij twaalf assists. Xizhe tekende in januari 2015 een contract tot medio 2017 bij VfL Wolfsburg. Een halfjaar later had hij nog geen wedstrijd gespeeld voor de Duitse club en keerde hij terug naar China.

## Interlandcarrière
Op 27 maart 2011 debuteerde Xizhe in het Chinees voetbalelftal in de vriendschappelijke interland tegen Costa Rica. Op 6 september 2013 maakte hij zijn eerste interlanddoelpunt in de oefenwedstrijd tegen Singapore.
| 1 | 6 september 2013 | China – Singapore  | 3 – 1  | 6 – 1  | Oefeninterland                       |
| 2 | 5 maart 2014     | Irak – China       | 3 – 1  | 3 – 1  | Kwalificatie Aziatisch kampioenschap |
| 3 | 12 november 2015 | China – Bhutan     | 12 – 0 | 12 – 0 | Kwalificatie WK 2018                 |
| 4 | 7 juni 2017      | China – Filipijnen | 6 – 1  | 8 – 1  | Oefeninterland                       |